# برادری آریایی
برادری آریایی (به انگلیسی: Aryan Brotherhood) نام یک گروه تبهکار سفیدپوست فعال در زندانهای ایالات متحده است. این باند حدود ۱۹٬۰۰۰ عضو در خارج و داخل زندان دارد. طبق آمار منتشر شده به وسیله اف‌بی‌آی، با اینکه برادری آریایی حدود ۱٪ جمعیت زندانی‌های ایالات متحده را تشکیل می‌دهد، اما مسئول ۲۱٪ قتل‌ها در زندان‌های فدرال است. برادری آریایی بر روی جرایمی نظیر معامله مواد مخدر، اخاذی، روسپیگری، و استخدام برای قتل تمرکز می‌کند.

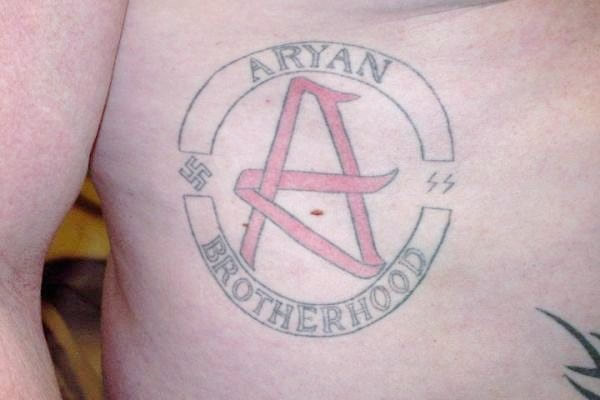
نمونه‌ای از خالکوبی اعضای گروه برادری آریایی

اعضای این باند خود را با خالکوبیهای خاص علامت گذاری می‌کنند که از رایج‌ترین آنها می‌توان به Aryan Brotherhood ,AB ,SS ،۶۶۶ اشاره کرد.

## در فیلم و رسانه‌ها
- پنجه فولادی (فیلم)